# L.A. Woman (nummer)
L.A. Woman is een nummer van de Amerikaanse rockband The Doors. Het nummer werd uitgebracht op hun gelijknamige album uit 1971.

## Achtergrond
L.A. Woman was het laatste album van The Doors waarop zanger Jim Morrison te horen was voor zijn overlijden op 3 juli 1971. Morrison nam zijn vocalen op in de badkamer van de studio vanwege de natuurlijke galm van de ruimte. In de brug van het nummer zingt hij herhaaldelijk "Mr. Mojo Risin'", een anagram van Jim Morrison. In 1985 maakte toetsenist Ray Manzarek een videoclip bij het nummer, die werd getoond op MTV en voorkwam in de Doors-film Dance on Fire. Op de heruitgave van het album ter gelegenheid van de veertigste verjaardag werd het nummer voorafgegaan door een korte gitaarriff, afkomstig uit het nummer "My Country, 'Tis of Thee".

## NPO Radio 2 Top 2000
| Nummer met noteringen in de NPO Radio 2 Top 2000 | '00 | '01 | '02 | '03 | '04 | '05 | '06 | '07 | '08 | '09 | '10 | '11 | '12 | '13 | '14 | '15 | '16 | '17 | '18 | '19 | '20 | '21 | '22 | '23 | '24 |
| ------------------------------------------------ | --- | --- | --- | --- | --- | --- | --- | --- | --- | --- | --- | --- | --- | --- | --- | --- | --- | --- | --- | --- | --- | --- | --- | --- | --- |
| L.A. Woman                                       | 218 | -   | 351 | 217 | 321 | 308 | 396 | 315 | 327 | 280 | 299 | 265 | 235 | 239 | 312 | 345 | 360 | 421 | 678 | 503 | 531 | 450 | 547 | 559 | 568 |

1. ↑  Een '-' betekent dat het nummer niet was genoteerd en een vetgedrukt getal geeft de hoogste notering aan.
2. ↑  2000 was het eerste jaar met een notering voor dit nummer.